# Sidi Amar
Sidi Amar es un municipio perteneciente al distrito de El Hadjar y ubicado en el vilayato de Annaba.I ahí se enterró sidi Boulahrouz  
Dista de la capital, Annaba, 7 km.

## Demografía
Sidi Amar es la tercera ciudad más poblada del vilayato de Annaba tras Annaba y El Buni.
| 44 546 | 72 448 | 83 254 |

## Geografía
La ciudad está situada en el centro de la vilayato de Annaba.
|                 | Norte: El Buni          |                 |
| Oeste: Barrahel |                         | Este: El Hadjar |
|                 | Sur: Cheurfa, El Hadjar |                 |